# Indische Badmintonmeisterschaft 1951/52
Die Indische Badmintonmeisterschaft der Saison 1951/52 fand im Dezember 1951 in Kanpur statt. Es war die 16. Austragung der nationalen Titelkämpfe im Badminton in Indien. 

## Finalergebnisse
| Disziplin    | Sieger                                       | Finalist                                          | Ergebnis          |
| ------------ | -------------------------------------------- | ------------------------------------------------- | ----------------- |
| Herreneinzel | Amrit Lal Dewan (Delhi)                      | Trilok Nath Seth (Uttar Pradesh)                  | 15-4, 15-6        |
| Dameneinzel  | Suman Deodhar (Maharashtra)                  | Krishna Nangia (Delhi)                            | 11-3, 11-7        |
| Herrendoppel | Gajanan Hemmady Manoj Guha (Bengal)          | Amrit Lal Dewan Chiranjit Lal Madan (Delhi)       | 15-6, 6-15, 15-9  |
| Damendoppel  | Suman Deodhar Sunder Deodhar* (Maharashtra)  | Malati Tambe Vaidya Sheila Tambe (Madhya Pradesh) | 15-4, 15-6        |
| Mixed        | Trilok Nath Seth D. H. Devid (Uttar Pradesh) | S. A. Phalnikar Suman Deodhar (Maharashtra)       | 15-7, 10-15, 15-2 |

 *  Indischer Verband und The Times of India directory listen unterschiedliche Gewinner im Damendoppel. Letztere führt Sindhu Subedar anstatt Sunder Deodhar als Siegerin. 